# Blaesoxipha rybaltschenkoi
Blaesoxipha (Servaisia) rybaltschenkoi  (лат.) — вид двукрылых насекомых рода Blaesoxipha семейства серых мясных мух (Sarcophagidae). Впервые описан украинским энтомологом Юрием Григорьевичем Вервесом в 1977 году.

## Распространение, описание
Эндемик Туркменистана. Типовой экземпляр найден в долине реки Ипай-Кала, в 40 км к юго-западу от города Бахарлы.
Внешне схож с Blaesoxipha ataturkia, но отличается формой хвоста.

## Синонимы
Синонимичные названия:
- Blaesoxipha rybalschenkoi Verves, 1977
- Blaesoxipha varsi Leonide & Leonide, 1982